# Lipovec (Zlatar-Bistrica)
Pour les articles homonymes, voir Lipovec.
Lipovec est un village de la municipalité de Zlatar-Bistrica (comitat de Krapina-Zagorje) en Croatie. Au recensement de 2011, le village comptait 198 habitants.